# Biejkowska Wola
Biejkowska Wola dawniej też Bikowska Wola – wieś w Polsce położona w województwie mazowieckim, w powiecie białobrzeskim, w gminie Promna. Przez miejscowość przebiega droga wojewódzka DW731.
Wieś szlachecka Wola Biejkowska położona była w drugiej połowie XVI wieku w powiecie grójeckim ziemi czerskiej województwa mazowieckiego. W latach 1975–1998 miejscowość administracyjnie należała do województwa radomskiego.
Wieś jest sołectwem w gminie Promna. 